# Шъ Съмин
Шъ Съмин (на китайски: 史思明; на пинин: Shi Siming) е император на Да Йен, управлявал през 759-761 година.
Той е роден през 703 година в империята Тан в тюркско семейство. От най-ранно детство е близък приятел на Ан Лушан, който става влиятелен военачалник и през 755 година оглавява голямо въстание срещу Тан, довело до създаването на държавата Да Йен. След смъртта на Ан Лушан Шъ Съмин за кратко се подчинява на Тан, но след това отново се разбунтува, убива сина на Ан Лушан Ан Цинсю и се обявява за император на Да Йен.
През 761 година Шъ Съмин е убит от един от военачалниците на сина си Шъ Чаои, който го наследява като владетел на Да Йен.